# Марина Стојановић
Марина Стојановић (Крагујевац, 1961) српска позоришна глумица. Чланица је ансамбла Театра „Јоаким Вујић“ од 1982. године.

## Биографија
Рођена 1961. године у Крагујевцу. У родном граду завршила гимназију. Студирала је стоматологију у Београду где је почела да се бави глумом у Театру Лево. У периоду од 1985. до 1989. године чланица је Позоришта Тимочке крајине у Зајечару. Од 1989. године до данас у ансамблу је Књажевско-српског театра у Крагујевцу. Учествовала у поемама Поглед из сна Ж. Ђорђевића и Човечанство нека погледа на сат Б. Милановића и С. Павићевића на Великом школском часу у Шумарицама. Учествовала у Кабареу Супарница Сцене „Шелтер“ и Савеза драмских уметника Србије. Остварила је улоге у ТВ серијама Сељаци, Село гори а баба се чешља и Мој рођак са села.
Наступала је у Немачкој у два наврата: у интернационалном аудио-визуелном перформансу Идентитет под палицом  уметнице Хани Голдхарт и у пројекту Überfliger у режији Пјера Валтера Полица као Пјеро.

## Улоге
У Књажевско-српском театру остварила следеће улоге:
- Линда (Ф. Хаџић, Змија),
- Анкица (Д. Пењин, Камени курир),
- Смиља (М. Настасијевић, Код „Вечите славине“),
- Марина (Н. Н. Гернатова и Т. Гуревичова, Несташно паче),
- Катарина (В. Јовичић, Био једном један човек),
- Олга (Т. Партљич, Мој тата социјалистички кулак),
- Агафја Тихоновна (Н. В. Гогољ, Женидба),
- Учесник (М. Илић, Валцер поручника Нидригена),
- Петар (С. Пешић, Град са зечијим ушима),
- Друга дама (Б. Зечевић, 1918),
- Дају све СА себе (Д. Радовић, Све је зезање – без зезања),
- Приповедач (К. Стојановић, Мала принцеза),
- Сељанка (Ј. Радуловић, Голубњача),
- Собарица (Р. Куни, Бриши од свог мужа – Покварењак),
- Плава вила (Д. Максимовић, Земља јесмо),
- Катица (Ј. С. Поповић, Кир Јања),
- Наташа Зец (Д. Бошковић, Бриши од свога брата),
- Врачара (Б. Трифуновић, Цар и пастир),
- Анчица (Ј. С. Поповић, Покондирена тиква),
- Филипина Вуковић (Ј. Вујић, Ла Пејруз или Великодушије једне дивје),
- Виторија (Ђ. Бруно, Дангубе),
- Хани (Е. Олби, Ко се боји Вирџиније Вулф?),
- Јаворка (В. Савић, Чујеш ли, мама, мој вапај?!),
- Елиза (С. Лазаревић, Они ниоткуда),
- Миш (К. Стојановић, Ми-Ши-Ко и Ми-Ши-Сан),
- Зец (С. Пешић, Гуска на месецу),
- Гина (Б. Нушић, Ожалошћена породица),
- Јула Караконџула (М. Ојданић, Живот је све што те снађе),
- Викторија (Ж. Фејдо, Хотел „Слободан промет“),
- Јуродива (М. Јеремић, Милош Велики),
- Грофица Капулет (В. Шекспир, Ромео и Јулија),
- Слепа жена и Цецилија (Л. Андрејев/А. Червински/С. Бекет, Реквијем),
- Мефистофел (Џ. Мардок, Доктор Страп),
- Вештица или жена манита (Ђ. Милосављевић, Контумац или Берман и Јелена),
- Пјеро/Лија/Разбојник 2 (К. Колоди, Пинокио),
- Мајка (Ф. Бордон, Последње мене),
- Секунд секретар Волков и Лажна царица (М. Црњански, Сеобе),
- Стана и Суђаја (Д. Поповић, Конак у Крагујевцу),
- Живка (Б. Нушић, Госпођа министарка),
- МЦ српско-немачки и Старица (Х. Пинтер/Х. Милер/Платон, Клуб Нови светски поредак),
- Катарина 2 (Н. Брадић, Ноћ у кафани Титаник),
- Морин (М. Макдона, Лепотица Линејна),
- Кристина (Р. Бин, Један човек, двојица газда),
- Госпођа Дјубоуз (Х. Ли, Убити птицу ругалицу),
- Флоренс (К. Лудвиг, Преваранти у сукњи),
- Демонстрант (Н. Брадић, Принцип суперстар – Месечари),
- Филострат и Пук (В. Шекспир, Сан летње ноћи),
- Војницка (А. П. Чехов, Ујка Вања)
- Ташта-алтернација (Д. Петровић, Џаст мерид),
- Мати (Ј. С. Поповић, Женидба и удадба),
- Зорка (М. Мрачевић, Успомене на „Црвену заставу").

## Награде
- Као чланица Позоришта Тимочке крајине награђена је наградом стручног жирија за најбољу улогу са најхуманијом поруком на Данима комедије у Јагодини 1986. као Агафја у представи Женидба
- Као чланица зајечарског позоришта награђена је на Позоришним сусретима „Јоаким Вујић“ у Зајечару Наградом за младог глумца (улога Рене у представи Маркиза де Сад) 1987. године,
- Као део ансамбла представе Ко се боји Вирџиније Вулф добила је Награду за неговање сценског језика на Позоришним сусретима „Јоаким Вујић“ у Шапцу, 2000. године,
- Плакету за глумца вечери добила је за две улоге остварене у представи Сеобе на ревији представа „Театар на добром путу" у Шапцу 2007.
- Награду за колективну игру добила је као члан ансамбла представе Клуб Нови светски поредак на ЈоакимИнтерФесту 2009
- „Мала лиска“ за глумца вечери за улогу Морин (Лепотица Линејна) на Међународном фестивалу комедије „Мостарска лиска“ 2012. године,
- Награда „Златно зрно“ за глумачку бравуру, улога Пука, Сан летње ноћи на Буциним данима у Александровцу Жупском 2016. године,
- Прстен са ликом Јоакима Вујића за изузетан допринос развоју Књажевско-српсског театра 2017. године.[4]
- На Сусретима „Јоаким Вујић“ у Врању 2020. добила је Награду за глумачко остварење за улогу Мати у Стеријиној Женидби и удадби.
- Годишње награде свог позоришта добила је 2009. године за две улоге у Сеобама Црњанског и за насловну улогу у Нушићевој Госпођи министарки; и 2023. за улогу Зорке (Успомене на „Црвену заставу").